# كارل بيترز
كارل بيترز (بالألمانية: Carl Peters)‏ (1856–1918) حاكم استعماري ألماني، مستكشف، سياسي ومؤلف، وهو أحد الداعمين الرئيسيين لإنشاء المستعمرة الألمانية في شرق أفريقيا (جزء من جمهورية تنزانيا الحديثة). أحد مؤيدي الداروينية الاجتماعية وفلسفة فولكيش، جعله موقفه تجاه السكان الأصليين واحدا من أكثر المستعمرين إثارة للجدل حتى خلال حياته.

## أعماله
عقد معاهدات في العام 1884 مع زعماء في شرق أفريقيا أدّت إلى قيام مستعمرة ألمانية في أفريقيا الشرقية، كذلك عقد معاهدة في العام 1890 مع ملك أوغندا أبطلت الاتفاق السابق بين ألمانيا وبريطانيا على تحديد مناطق النفوذ، واكتشف في العام 1899 مناجم للذهب وأثار حضارات أفريقية قديمة علي طول نهر زمبيزي.

## روابط خارجية
- كارل بيترز على موقع الموسوعة البريطانية (الإنجليزية)